# Astragalus albicalycinus
Astragalus albicalycinus es una especie de planta del género Astragalus, de la familia de las leguminosas, orden Fabales.
Fue descrita científicamente por Hub.-Mor. & Matthews.